# Cernîșivka, Șîșakî
Cernîșivka (în ucraineană Чернишівка) este un sat în așezarea urbană Șîșakî din regiunea Poltava, Ucraina.

## Demografie
Componența lingvistică a localității Cernîșivka
     Ucraineană (96,23%)
     Rusă (3,14%)
     Alte limbi (0,63%)
Conform recensământului din 2001, majoritatea populației localității Cernîșivka era vorbitoare de ucraineană (96,23%), existând în minoritate și vorbitori de rusă (3,14%).